# Championnats de Colombie de cyclisme sur route 2019
Navigation
Championnats de Colombie 2018 Championnats de Colombie 2020
Les championnats de Colombie de cyclisme sur route se déroulent du 31 janvier au 3 février 2019 à Villavicencio dans le département du Meta.
L'évènement est organisé par la fédération colombienne de cyclisme, avec le soutien du département du Meta, de la municipalité de Villavicencio et de la ligue cycliste du Meta.

## Programme
La convocation de la fédération colombienne de cyclisme pour les championnats présente le programme.
- Vendredi 1er février à 9h00 (locale) :
  - Contre-la-montre : 28,2 km
- Samedi 2 février à 8h00 (locale) :
  - Course en ligne Espoir messieurs : 217,5 km
- Samedi 2 février (5 minutes après le passage des Espoirs) :
  - Course en ligne féminines : 116 km
- Dimanche 3 février à 8h00 (locale) :
  - Course en ligne Élite messieurs : 243,8 km

## Podiums

### Épreuves masculines
| Épreuves         | Or                                              | Or | Or              | Argent                                | Argent | Argent | Bronze                                 | Bronze | Bronze     |
| ---------------- | ----------------------------------------------- | -- | --------------- | ------------------------------------- | ------ | ------ | -------------------------------------- | ------ | ---------- |
| Élites           |                                                 |    |                 |                                       |        |        |                                        |        |            |
| Course en ligne  | Óscar Quiroz (Coldeportes-Bicicletas Strongman) | en | 5 h 39 min 2 s  | Juan Felipe Osorio (Manzana Postobón) |        | m.t.   | José Serpa (Ligue cycliste de Bolívar) | à      | 7 s        |
| Contre-la-montre | Daniel Martínez (EF Education First)            | en | 35 min 41 s     | Miguel Ángel López (Astana)           | à      | 35 s   | Egan Bernal (Sky)                      | à      | 1 min 29 s |
| Moins de 23 ans  |                                                 |    |                 |                                       |        |        |                                        |        |            |
| Course en ligne  | Harold Tejada (Team Medellín)                   | en | 4 h 54 min 36 s | Jhojan García (Manzana Postobón)      | à      | 5 s    | Santiago Ordóñez (EPM-Scott)           |        | m.t.       |
| Contre-la-montre | Harold Tejada (Team Medellín)                   | en | 38 min 40 s     | Jhojan García (Manzana Postobón)      | à      | 21 s   | Santiago Ordóñez (EPM-Scott)           | à      | 27 s       |

### Épreuves féminines
| Épreuves         | Or                                             | Or | Or              | Argent                                     | Argent | Argent | Bronze                                         | Bronze | Bronze     |
| ---------------- | ---------------------------------------------- | -- | --------------- | ------------------------------------------ | ------ | ------ | ---------------------------------------------- | ------ | ---------- |
| Élites           |                                                |    |                 |                                            |        |        |                                                |        |            |
| Course en ligne  | Liliana Moreno (Astana)                        | en | 3 h 19 min 37 s | Jessica Parra (Ligue cycliste de Bogota)   | à      | 1 s    | Estefanía Herrera (Ligue cycliste d'Antioquia) | à      | 8 s        |
| Contre-la-montre | Serika Gulumá (Ligue cycliste de Boyacá)       | en | 45 min 59 s     | Cristina Sanabria (Swapit Agolico)         | à      | 10 s   | Estefanía Herrera (Ligue cycliste d'Antioquia) | à      | 23 s       |
| Moins de 23 ans  |                                                |    |                 |                                            |        |        |                                                |        |            |
| Course en ligne  | Daisy Puin (Ligue cycliste de Cundinamarca)    | en | 3 h 19 min 45 s | Camila Valbuena (Ligue cycliste de Bogota) | à      | 6 s    | Tatiana Dueñas (Team Illuminate)               | à      | 14 s       |
| Contre-la-montre | Marcela Hernández (Ligue cycliste d'Antioquia) | en | 46 min 6 s      | Camila Valbuena (Ligue cycliste de Bogota) | à      | 7 s    | Sofía Castillo (Ligue cycliste de Casanare)    | à      | 1 min 37 s |

## Déroulement des championnats

### 1erfévrier: le contre-la-montre individuel
Daniel Martínez devient champion de Colombie du contre-la-montre alors que Serika Gulumá s'octroie son quatrième titre.
Les quatre titres en jeu sont disputés sur un seul et unique parcours, plat dans sa grande majorité, développant 28,2 km. Partant de Cumaral, les participants devront terminer par deux derniers kilomètres en franche ascension jusqu'à la ligne d'arrivée, située à Villavicencio. Malgré l'horaire matinal, les cyclistes doivent composer avec une forte chaleur et l'humidité ambiante de la région.
Les premiers concurrents à s'élancer sont les féminines de la catégorie Espoir. À 9h00 (locale), Luisa Parra, de l'équipe Merquimia Colombia, est la première des quinze inscrites à prendre le départ. Mais la première à terminer l'épreuve est la cycliste de la ligue de Casanare, Paula Latriglia en 48 min 6 s. Cinq concurrentes plus tard, Lina Rojas, de la ligue cycliste de Bogota, lui subtilise la tête du classement provisoire. Moins de deux minutes après, Sofía Castillo, de Casanare également, avec un temps de 47 min 43 s, se place en haut du classement. Sur les six dernières participantes à effectuer le parcours, seules deux réussissent à battre son "chrono". Ce qui permet à Castillo de monter sur la troisième marche du podium. En effet, l'antépénultième concurrente, Camila Valbuena, de Bogota, réalise le parcours en 46 min 13 s. Moins d'une minute plus tard, la tenante du titre, Marcela Hernández, de la ligue cycliste d'Antioquia, achève l'exercice solitaire sept secondes plus vite. Hernández renouvelle ainsi son titre, acquis l'an passé dans le département de Boyacá. Tatiana Dueñas, du Team Illuminate, ultime concurrente de cette catégorie, ne peut faire mieux que 47 min 43 s et échoue dans la même seconde pour une médaille,.
Classement du contre-la-montre individuel Espoir féminins
|   | Coureur           | Équipe                     |    | Temps      |
| - | ----------------- | -------------------------- | -- | ---------- |
| 1 | Marcela Hernández | Ligue cycliste d'Antioquia | en | 46 min 6 s |
| 2 | Camila Valbuena   | Ligue cycliste de Bogota   | à  | 7 s        |
| 3 | Sofía Castillo    | Ligue cycliste de Casanare | à  | 1 min 37 s |
| 4 | Tatiana Dueñas    | Team Illuminate            | à  | 1 min 37 s |
| 5 | Lina Rojas        | Ligue cycliste de Bogota   | à  | 1 min 46 s |

Quinze coureuses engagées, quinze coureuses classées.
Cinq minutes après que Dueñas se soit élancer, la première féminine de la catégorie Élite est lâchée sur le parcours. María Gómez, de la ligue cycliste du Tolima, effectue son contre-la-montre en 49 min 22 s. Moins de deux minutes après elle, Laura Lozano, de la ligue cycliste de Risaralda, réalise 47 min 0 s et lui subtilise la tête du classement provisoire. Sept concurrentes plus tard, c'est au tour de la tenante du titre, Serika Gulumá. La coureuse de la ligue de Boyacá achève l'effort solitaire en 45 min 59 s. Ce temps ne sera pas battu et Gulumá obtient son quatrième titre national du contre-la-montre. Les trois dernières concurrentes à s'élancer se disputent les deux dernières marches sur le podium. Cristina Sanabria, de l'équipe Swapit Agolico, se rapproche à dix secondes du chrono de Serika et s'octroie la médaille d'argent. Le bronze est pour Estefanía Herrera, de la ligue cycliste d'Antioquia, avec son chrono de 46 min 22 s. Quatorzième et dernière participante, Liliana Moreno (Astana) échoue à vingt et une secondes du podium,.
Classement du contre-la-montre individuel Élite dames
|   | Coureur           | Équipe                      |    | Temps       |
| - | ----------------- | --------------------------- | -- | ----------- |
| 1 | Serika Gulumá     | Ligue cycliste de Boyacá    | en | 45 min 59 s |
| 2 | Cristina Sanabria | Swapit Agolico              | à  | 10 s        |
| 3 | Estefanía Herrera | Ligue cycliste d'Antioquia  | à  | 23 s        |
| 4 | Liliana Moreno    | Astana                      | à  | 44 s        |
| 5 | Laura Lozano      | Ligue cycliste de Risaralda | à  | 1 min 1 s   |

Quatorze inscrites, quatorze classées.
Cinq minutes après Moreno, le premier homme (sur trente-sept inscrits) à disputer le titre de la catégorie Espoir est Daniel Zamora des Forces armées. Mais c'est Rafael Hernández, de la ligue cycliste de Cundinamarca, qui le premier franchit la ligne d'arrivée en 41 min 12 s. Son "chrono" tient moins de six minutes, Víctor Ocampo, de l'équipe Coldeportes-Bicicletas Strongman, réalise 40 min 8 s. Le concurrent suivant (et vainqueur de la dernière Vuelta del Porvenir) Daniel Arroyave, de l'équipe Orgullo Paisa, abaisse de vingt-trois secondes la performance précédente. Il faut attendre les quatre derniers concurrents pour voir les 39 min 45 s d'Arroyave battues, les vingt-trois coureurs qui lui ont succédé ayant échoué. Le premier à le battre est Harold Tejada, du Team Medellín. Avec 38 min 40 s, il devient champion de Colombie Espoir du contre-la-montre. Adrián Bustamante, de la formation Coldeportes-Zenú, bien que plus rapide qu'Arroyave reste au pied du podium. Les deux derniers coureurs à s'élancer s'emparent des médailles restantes. Le tenant du titre, Santiago Ordóñez, de l'équipe EPM-Scott, finit à vingt-sept secondes de Tejada. Tandis que le dernier à en terminer, Jhojan García, de la formation Manzana Postobón, ôte six secondes au temps d'Ordóñez et lui subtilise la médaille d'argent,.
Classement du contre-la-montre individuel Espoir messieurs
|   | Coureur           | Équipe           |    | Temps       |
| - | ----------------- | ---------------- | -- | ----------- |
| 1 | Harold Tejada     | Team Medellín    | en | 38 min 40 s |
| 2 | Jhojan García     | Manzana Postobón | à  | 21 s        |
| 3 | Santiago Ordóñez  | EPM-Scott        | à  | 27 s        |
| 4 | Adrián Bustamante | Coldeportes-Zenú | à  | 51 s        |
| 5 | Daniel Arroyave   | Orgullo Paisa    | à  | 1 min 5 s   |

Trente-sept coureurs engagés, trente-sept coureurs classés.
Trente-trois coureurs sont inscrits pour se disputer le titre de champion de Colombie du contre-la-montre, catégorie Élite messieurs. Comme pour les trois premiers maillots tricolores de la journée, les concurrents partent de minute en minute. Finalement ce ne sont que trente hommes qui prennent le départ. Partant à 10 h 20 (locale), Miguel Mendoza, des Forces armées, le premier concurrent à s'élancer, se fait dépasser par plusieurs coureurs sur le parcours. Ainsi le premier à franchir la ligne d'arrivée est Hernán Darío Gómez, de la ligue cycliste de Bogota. Moins d'une minute plus tard, Wilson Rodríguez, de la ligue cycliste de Boyacá, ôte quelques secondes à son temps. Le concurrent suivant, Jhon Anderson Rodríguez, de la formation EPM-Scott, en effectuant le parcours en 39 min 34 s est le premier temps de référence. Sept concurrents plus tard, Rodrigo Contreras, fraîche recrue de l'équipe WorldTeam Astana, réalise 37 min 27 s et prend la tête du classement provisoire. Il faut attendre dix-huit concurrents et les trois derniers participants pour voir son "chrono" battu. Médaillé d'argent l'année précédente, Daniel Martínez, membre de la formation WorldTeam EF Education First, déjà en tête au temps intermédiaire, effectue le parcours en 35 min 41 s. Seul coureur à le couvrir à plus de 47 km/h de moyenne, il s'empare du titre. Dernier concurrent à s'élancer, Miguel Ángel López (Astana) rejoint quasiment le tenant du titre, Egan Bernal (Sky), et s'intercale entre lui et Martínez. López réussit 36 min 16 s contre 37 min 10 s pour Bernal,.
Le Soachuno Daniel Martínez a révélé qu'il avait douté de sa participation jusqu'au dernier moment. Un fort coup sur un de ses genoux deux jours auparavant, a compromis sa présence tout comme un problème administratif. En effet, la veille du départ, une fois la décision prise de concourir, il n'était toujours pas inscrit sur la liste des participants, contretemps résolu seulement le jour même de l'épreuve. Martínez déclare s'être beaucoup amélioré dans l'exercice du contre-la-montre. Il a fait abstraction du raidillon final et terminé comme il a pu. Battre des coureurs de classe mondial comme Bernal ou López le rend particulièrement fier. Egan Bernal reconnait sa défaite en affirmant qu'il ne faut pas chercher d'excuses, le meilleur a gagné.
Classement du contre-la-montre individuel Élite messieurs
|    | Coureur                 | Équipe                    |    | Temps       |
| -- | ----------------------- | ------------------------- | -- | ----------- |
| 1  | Daniel Martínez         | EF Education First        | en | 35 min 41 s |
| 2  | Miguel Ángel López      | Astana                    | à  | 35 s        |
| 3  | Egan Bernal             | Sky                       | à  | 1 min 29 s  |
| 4  | Rodrigo Contreras       | Astana                    | à  | 1 min 46 s  |
| 5  | Walter Vargas           | Team Medellín             | à  | 2 min 13 s  |
| 6  | José Tito Hernández     | Orgullo Paisa             | à  | 2 min 17 s  |
| 7  | Brayan Ramírez          | Ligue cycliste de Bogota  | à  | 3 min 28 s  |
| 8  | Félix Barón             | Ligue cycliste de Bolívar | à  | 3 min 31 s  |
| 9  | Carlos Marío Ramírez    | EPM-Scott                 | à  | 3 min 42 s  |
| 10 | Jhon Anderson Rodríguez | EPM-Scott                 | à  | 3 min 53 s  |

Trente-trois coureurs inscrits. Trente classés.

### 2 février: les courses en ligne dames et Espoir messieurs
Harold Tejada remporte son deuxième titre du week-end.
Les 151 engagés de la catégorie Espoir masculin ouvrent les hostilités à 8h00 (locale). Après un départ fictif dans la ville de Puerto Gaitán, les coureurs s'élancent du parvis de la cathédrale Marie Auxiliatrice pour un parcours de 217,5 km dans le département du Meta, passant par Puerto López, Pachaquiaro, Puerto Porfía et Pompeya. L'épreuve se termine dans Villavicencio par un circuit difficile de 14,2 km, sinueux avec de nombreuses relances et quelques raidillons. Les coureurs parcourent un tour entier puis un second tronqué pour rejoindre la ligne d'arrivée située à l'issue d'une montée de 2,1 km à 6,6 %. Les participants doivent composer avec la chaleur inhérente au département hôte de ces championnats.
L'échappée du jour se forme dès Puerto Gaitán et ne prend jamais beaucoup d'avance. La fugue comprend des hommes tels que Carlos Velandia et Jhon Iguavita, de la ligue cycliste de Boyacá, Wilmar Molina, de celle de Bogotá, Kevin Cano, de l'équipe Orgullo Paisa, Diego Camargo, de la formation Coldeportes-Zenú, Everth Gutiérrez et Andrés Valencia (Ligue cycliste de Valle), Heimarhanz Ariza (Deprisa) ou Carlos Chía (Manzana Postobón). Les quatre derniers cités étant les plus solides, cependant tous sont capturés au fur et à mesure, par le peloton, emmené par les Coldeportes-Bicicletas Strongman et les Coldeportes-Zenú ; les derniers à proximité de Villavicencio. La décision se fait dans l'ultime kilomètre en franche ascension. Le Huilense Harold Tejada, du Team Medellín, disloque en compagnie de Jhojan García (Manzana Postobón) et de Santiago Ordóñez (EPM-Scott) un groupe d'une vingtaine d'hommes qui franchissent la ligne un par un. Plaçant une attaque dans les deux cent derniers mètres, Tejada devance de cinq secondes García et Ordóñez. Le podium de la course en ligne est strictement identique à celui du contre-la-montre disputé la veille,,.
Tejada déclare que cette victoire n'est pas une surprise mais le fruit de quatre ans d'effort et d'engagement à l'entrainement. Harold souligne également sa participation au Tour de l'Avenir 2018 dans son apprentissage. Depuis sa signature avec le Team Medellín en novembre, il s'est beaucoup entraîné, et notamment avec le vélo de contre-la-montre. Ce qui lui a permis de supporter l'usure d'une course dure et longue et de la remporter,.
Classement de la course en ligne Espoir messieurs
|   | Coureur          | Équipe           |    | Temps           |
| - | ---------------- | ---------------- | -- | --------------- |
| 1 | Harold Tejada    | Team Medellín    | en | 4 h 54 min 36 s |
| 2 | Jhojan García    | Manzana Postobón | à  | 5 s             |
| 3 | Santiago Ordóñez | EPM-Scott        |    | m.t.            |
| 4 | Kevin Cano       | Orgullo Paisa    | à  | 17 s            |
| 5 | Juan Diego Alba  | Coldeportes-Zenú | à  | 18 s            |

Cent-cinquante-et-un coureurs engagés, cent-vingt-trois coureurs classés.
Liliana Moreno s'empare de son premier maillot tricolore.
Les concurrentes féminines empruntent les 116 derniers kilomètres du parcours proposé aux Espoirs. Elles partent de l'obélisque, représentant le barycentre géographique du territoire métropolitain de la Colombie, situé à Puerto López et rallient Villavicencio, où est jugé l'arrivée. Elles finissent également comme les moins de 23 ans par un tour entier du circuit de 14,2 km puis un second tronqué qui les amènent à la montée d'arrivée de 2,1 km à 6,6 %. La chaleur est toujours présente pour les concurrentes de la course en ligne. Les femmes des catégories Élite et Espoir prennent le départ ensemble, cinq minutes après le passage du dernier concurrent masculin devant l'obélisque.
Comme chez les Espoirs masculins, les deux titres se jouent sur le circuit tracé dans Villavicencio et surtout la montée finale. L'ascension brise l'homogénéité du groupe et les coureuses arrivent une à une. Dans un duel serré, Liliana Moreno, de l'équipe Astana prend le meilleur sur Jessica Parra, de la ligue cycliste de Bogota, à moins de cent mètres de la ligne d'arrivée. La troisième place de la course est convoitée au coude à coude par Estefanía Herrera, de la ligue cycliste d'Antioquia, et par Daisy Puin, de celle de Cundinamarca. La première s'empare de la médaille de bronze de la catégorie Élite. La seconde s'octroie le titre dans la catégorie Espoir. Camila Valbuena, de Bogota, franchit la ligne en cinquième position et prend la deuxième marche du podium Espoir, ne pouvant suivre Puín dans le dernier hectomètre. À vingt-deux secondes, pour la sixième place de la course, Tatiana Dueñas, du Team Illuminate, dispose de Lorena Colmenares (Boyacá) et de Daniela Atehortúa (Antioquia). Dueñas décroche la médaille de bronze des moins de 23 ans, tandis que Colmenares et Atehortúa doivent se contenter de la quatrième place dans leur catégorie respective,.
Liliana Moreno met à profit ses qualités en ascension et de résistance physique pour s'imposer. À l'arrivée, elle se déclare très contente de son titre, qu'elle a cherché longtemps (à obtenir). Sur un circuit difficile et sous une température élevée, Moreno a tenté de se conformer à la stratégie mise en place, garder son énergie, s'hydrater et s'alimenter correctement et attendre les deux derniers kilomètres, qu'elle savait être décisifs avec cette montée à passer en force. L'étudiante en dernière année de génie industriel, Daisy Puin est la surprise du jour. La coureuse remercie l'IMRD Chía qui l'a soutenue et formée depuis les rangs des prejuvenil. Pour sa dernière année dans la catégorie espoir, Puín s'impose de six secondes devant Valbuena.
Classement de la course en ligne dames
|   | Coureuse          | Catégorie | Équipe                         |    | Temps           |
| - | ----------------- | --------- | ------------------------------ | -- | --------------- |
| 1 | Liliana Moreno    | Élite     | Astana                         | en | 3 h 19 min 37 s |
| 2 | Jessica Parra     | Élite     | Ligue cycliste de Bogota       | à  | 1 s             |
| 3 | Estefanía Herrera | Élite     | Ligue cycliste d'Antioquia     | à  | 8 s             |
| 4 | Daisy Puin        | Espoir    | Ligue cycliste de Cundinamarca |    | m.t.            |
| 5 | Camila Valbuena   | Espoir    | Ligue cycliste de Bogota       | à  | 14 s            |
| 6 | Tatiana Dueñas    | Espoir    | Team Illuminate                | à  | 22 s            |
| 7 | Lorena Colmenares | Élite     | Ligue cycliste de Boyacá       |    | m.t.            |
| 8 | Daniela Atehortúa | Espoir    | Ligue cycliste d'Antioquia     |    | m.t.            |

Soixante-quatorze partantes, soixante-huit à l'arrivée.

### 3 février: la course en ligne Élite messieurs
Monté sur le podium lors des deux derniers championnats, Óscar Quiroz s'empare cette fois du titre.
Un total de 134 inscrits est sur la ligne de départ pour se disputer le dernier titre en jeu. Les coureurs partent de Villavicencio pour rejoindre Granada puis revenir dans la capitale départementale, où les attendent un circuit urbain à parcourir cinq fois. Après 243,7 km d'effort, la journée se termine par une ascension de trois kilomètres jusqu'à la ligne d'arrivée.
Lors de ce genre de course d'un jour, une échappée matinale a souvent lieu et c'est ce scénario qui s'est déroulé. Par excès de confiance, par manque de motivation si tôt dans la journée, par manque de condition physique aussi tôt dans la saison ou simplement pris au dépourvu, aucun membre d'une WorldTeam ne se glisse dans la fugue. Celle-ci est orchestrée par les Coldeportes-Bicicletas Strongman qui y placent quatre (sur six) des leurs, Aristóbulo Cala, Jhonatan Cañaveral, Frank Osorio et Andrés Camilo Pedroza, en attendant la jonction réalisée par leur coéquipier Oscar Quiróz. Une autre équipe continentale GW Shimano y positionne également trois coureurs, dont Walter Pedraza. De par leur surnombre, ces hommes sont chargés de la conduite de l'échappée (qui initialement compte 23 membres) et de créer l'écart sur le peloton. Dans ce groupe d'avant-garde, se retrouvent des jeunes comme Carlos Liévano, de la ligue cycliste de Caquetá, des plus expérimentés comme José Serpa, représentant sur ce championnat la ligue de Bolívar, ou le seul coureur du département hôte Antonio Alarcón. La bonne entente des échappés et le désintérêt du groupe principal permettent la croissance continuelle de l'écart, qui après cent kilomètres de course, atteint les onze minutes. Ce qui oblige les Coldeportes-Zenú à prendre leurs responsabilités et à assumer la chasse. À l'approche de Villavicencio, les WorldTeam Sky et Astana délèguent Iván Sosa et Rodrigo Contreras à l'avant du peloton pour réduire le déficit. Mais celui-ci se réduit peu et reste de huit minutes à l'entrée sur le circuit urbain, alors que la fugue ne compte plus que dix-neuf unités. Le rythme soutenu qui permet aux fugueurs de conserver une grande part de leur avantage a pour effet de réduire leur nombre. Le peloton vit la même situation avec un nombre très important d'abandons au fur et à mesure des kilomètres. Lorsqu'il reste deux tours de circuit à effectuer, seuls douze coureurs restent à l'avant de la course. La réaction du peloton bien qu'énergique est bien trop tardive et à ce stade de la course, la capture des échappés est déjà impossible. Dans le dernier tour, ils ne sont plus que huit, José Serpa, Óscar Quiroz, Aristóbulo Cala, Walter Pedraza, Steven Calderón (ligue cycliste de Cundinamarca), Diego Ruiz (ligue cycliste de Bogota), Edwin Carvajal (EPM-Scott) et Juan Felipe Osorio (Manzana Postobón). Malgré l'effort des Astana et des Sky, l'avance est encore de six minutes. Le titre se dispute dans le mur d'arrivée entre les huit rescapés de la fugue. Walter Pedraza est le premier à lancer son attaque. José Serpa réplique. Óscar Quiroz se joint à lui. Le duo est en tête à la flamme rouge. Le marquage mutuel du binôme permet à Osorio, Cala et Carvajal de rentrer sur lui. La rampe atteint ses pourcentages les plus élevés et les six cents derniers mètres paraissent interminables. En bronze en 2017, en argent en 2018, Óscar Quiroz devient champion de Colombie en terminant les cent derniers mètres en solitaire. Juan Felipe Osorio termine deuxième à une ou deux longueurs de vélo et José Serpa finit troisième à sept secondes. Le peloton, avec en son sein des hommes tels que Miguel Ángel López (Astana), Daniel Martínez (EF Education First) ou Egan Bernal (Sky), franchit la ligne avec un retard de 12 min 3 s.
Classement de la course en ligne Élite messieurs
|    | Coureur            | Équipe                           |    | Temps          |
| -- | ------------------ | -------------------------------- | -- | -------------- |
| 1  | Óscar Quiroz       | Coldeportes-Bicicletas Strongman | en | 5 h 39 min 2 s |
| 2  | Juan Felipe Osorio | Manzana Postobón                 |    | m.t.           |
| 3  | José Serpa         | Ligue cycliste de Bolívar        | à  | 7 s            |
| 4  | Aristóbulo Cala    | Coldeportes-Bicicletas Strongman | à  | 16 s           |
| 5  | Edwin Carvajal     | EPM-Scott                        | à  | 30 s           |
| 6  | Steven Calderón    | Ligue cycliste de Cundinamarca   | à  | 34 s           |
| 7  | Walter Pedraza     | GW Shimano-Chaoyang-Envía        | à  | 47 s           |
| 8  | Diego Ruiz         | Ligue cycliste de Bogota         | à  | 52 s           |
| 9  | Fernando Orjuela   | Ligue cycliste du Meta           | à  | 4 min 53 s     |
| 10 | Camilo Castiblanco | Ligue cycliste de Cundinamarca   | à  | 5 min 1 s      |

## Tableau des médailles
Les médailles gagnées par les coureurs, sous le maillot d'une équipe de marque, sont comptabilisées dans le tableau pour la ligue cycliste départementale d'origine de ceux-ci.
| Rang  | Nation       | Or | Argent | Bronze | Total |
| ----- | ------------ | -- | ------ | ------ | ----- |
| 1     | Antioquia    | 3  | 1      | 2      | 6     |
| 2     | Cundinamarca | 2  | 2      | 1      | 5     |
| 3     | Bogota       | 1  | 3      | 1      | 5     |
| 4     | Boyacá       | 1  | 1      | 0      | 2     |
| 5     | Nariño       | 1  | 0      | 0      | 1     |
| 6     | Santander    | 0  | 1      | 0      | 1     |
| 7     | Caldas       | 0  | 0      | 2      | 2     |
| 8     | Casanare     | 0  | 0      | 1      | 1     |
| -     | Bolívar      | 0  | 0      | 1      | 1     |
| Total | Total        | 8  | 8      | 8      | 24    |